# Ruth Salinger
Ruth Salinger (Hamburg, 16 februari 1924 – Voorburg, 13 juni 1976) was een Duits-Nederlands schilder, tekenaar en textielkunstenaar.

## Leven en werk
Salinger kwam uit een Duits-Joodse familie, ze was een dochter van dr. Hans Diedrich Salinger en Therese Augusta Anna Elisabeth Sayn. Vader Salinger was ten tijde van haar geboorte filiaalhouder van Phs. van Ommeren in Hamburg en vanaf 1929 ambtenaar bij het Reichswirtschaftsministerium. Hij raakte in 1933 zijn baan kwijt toen Adolf Hitler tot rijkskanselier werd benoemd en er een Berufsverbot voor joden bij overheidsinstellingen werd ingesteld. In 1937 vestigde hij zich in Nederland, en richtte daar het adviesbureau Secretariaat van Europeesche Industrievereenigingen op, een jaar later werd hij gevolgd door zijn vrouw en dochter.
Ruth Salinger groeide vanaf haar tienerjaren op in Den Haag en kreeg haar opleiding aan de Academie van Beeldende Kunsten. Vanaf 1949 woonde ze in Voorburg. Salinger maakte schilderijen in aquarel en olieverf, pentekeningen, wandtapijten en metaalborduursels. In 1952 illustreerde ze het boek Triptiek van kerstmis. Sage en sproken van Antoon Coolen. In 1954 won schilder Jan van Heel de Jacob Marisprijs. Als lid van het stichtingsbestuur dat deze prijs uitreikte, vond hij dat hij het bijbehorend geldbedrag van 1000 gulden niet mocht aanvaarden. Hij stelde het bestuur daarom voor in plaats daarvan schilderijen aan te schaffen van Greet Feuerstein en Ruth Salinger.
Salinger exposeerde onder andere bij de Haagse Kunstkring en de Pulchri Studio. Naar aanleiding van een tentoonstelling bij Liernur in 1960 noemde criticus Piet Begeer haar "in de Nederlandse schilderkunst een unieke verschijning. Het lijkt wel of zij zich in haar werk wil schuilhouden, of zij zich intoomt, of zij haar verf voorzichtig aanbrengt, opdat de aandacht alsjeblieft niet op haar zelf zal vallen, doch op haar gezinsleven. Het is juist daardoor, dat haar werk een zo boeiend en innemend karakter heeft." Met haar tweede echtgenoot had ze een aantal duo-exposities, onder andere bij de Haagse Kunstkring (1963), de galerie Int Constigh Werck in Rotterdam (1965) het museum Princessehof in Leeuwarden (1966) en de Hengelose Kunstzaal (1971-1972).
Naast kunstenares was Salinger docent textiele werkvormen (1965-ovl.) aan de Koninklijke Academie voor Kunst en Vormgeving in 's-Hertogenbosch. Ze was korte tijd getrouwd met Rudi Rooijackers (1920-1998) en hertrouwde begin 1955 met Aart van den IJssel (1922-1983), de twee mannen waren bevriende beeldhouwers en overburen. Ruth Salinger overleed op 53-jarige leeftijd.
- Biografisch Portaal: 50513100
- RKD-Nederlands Instituut voor Kunstgeschiedenis: 69382